# Drago Ščernjavič
Drago Ščernjavič, slovenski sindikalist in politik, * 20. oktober 1947.
Od leta 2007 je član Državnega sveta Republike Slovenije.